# Shakshuka
La shakshuka (talvolta italianizzata in sciasciuca, o sciacsciucà; in berbero čekčuka; in arabo شكشوكة‎?, shakshūka, var. shakshouka, chakchouka, mekbūba, e chiamata dagli ebrei di Susa, tastīra; in ebraico שקשוקה‎?, shakshukah; in yiddish שאקשוקא‎?, Schakschuka) è un piatto maghrebino, introdotto poi nella cucina israeliana dagli ebrei maghrebini emigrati in Israele, e in Italia dagli ebrei tripolini, in seguito al loro esodo insieme agli italo-libici dalla Libia nella seconda metà del XX secolo.

## Ingredienti
Gli ingredienti sono la cipolla o l'aglio, i pomodori, i peperoncini verdi, il pepe nero, spezie varie come paprica, cumino o curcuma, e le uova. Varianti possono essere fatte con peperoni, altre verdure, patate e spezie o rimpiazzando le uova con il tofu. La shakshuka, il cui nome deriva dal berbero e significa "mistura", è abitualmente mangiata con pane a mollica o anche con la pita, come molti altri piatti vicino-orientali, usato per "fare la scarpetta".

## Diffusione
La shakshuka è diffusa in tutto il Maghreb. A partire dagli anni 1950 è stata portata in Israele dagli ebrei maghrebini.